# Ossewabrandwag

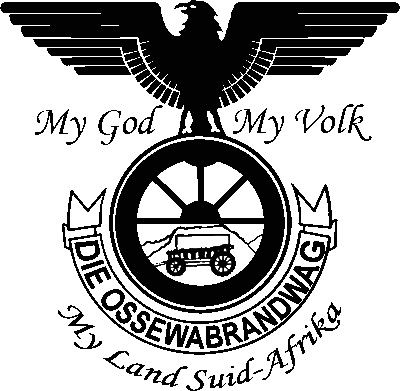
Stemma della Ossewabrandwag

La Ossewabrandwag (in afrikaans vuol dire "sentinella del carro trainato dai buoi") o come acronimo OB fu una organizzazione nazionalista sudafricana o più precisamente afrikaner esistente già nel 1938 ma fondata ufficialmente a Bloemfontein il 4 febbraio 1939 da Johannes van Rensburg. Formalmente nata per celebrare il centenario dell'epopea del Groot Trek, essa rappresentava il crescente nazionalismo boero incentrato sulla supremazia bianca e sull'indipendenza dall'impero britannico per gli afrikaner.

## Storia
Il fondatore, van Rensburg, era, all'epoca l'amministratore della provincia dello Stato Libero d'Orange ma precedentemente, nel 1933 era stato Segretario alla Giustizia e in questa veste visitò la Germania incontrando Adolf Hitler, Hermann Göring e altri gerarchi nazionalsocialisti. Egli ammirava il popolo tedesco e soprattutto la sua disciplina, fu colpito dalla leadership e dal carisma di Hitler e abbracciò apertamente l'ideologia nazionalsocialista. Van Rensburg fu il comandante generale del movimento dal 1941 al 1952.
Strettamente legata sia al Herenigde Nasionale Party (HNP, Partito Nazionale Riunificato) di Daniel François Malan sia all'Afrikaner Broederbond (AB), la OB si sviluppò rapidamente e ben presto diventò da una organizzazione culturale una voce politica estremamente motivata, capace di raggiungere nel 1941 un numero di adesioni pari a 350.000 e capace di organizzare raduni di 20.000 persone a Rustenburg e Pretoria e di 30.000 a Springs.
Il movimento sottolineava le atrocità commesse dagli inglesi durante la Seconda Guerra Boera e si oppose all'entrata del Sudafrica nella seconda guerra mondiale al fianco dei britannici, anzi, addirittura essi speravano in una vittoria della Germania come unica condizione per realizzare in Sudafrica una repubblica indipendente afrikaner. Infatti durante i primi anni della guerra, la Ossewabrandwag accentuò il suo carattere militaristico, creando un sottogruppo paramilitare di estrema destra chiamato Stormjaers (assaltatori, truppe di assalto) che traeva ispirazione dalle Sturmabteilung (SA), le truppe d'assalto tedesche o "camicie brune". Durante la seconda guerra mondiale gli Stormjaers compirono atti di sabotaggio all'interno del paese contro il governo di Jan Smuts e dello United Party per il sostegno alla Gran Bretagna.
D'altronde il carattere militaristico dell'OB era palese dal giuramento che i cadetti dovevano prestare prima di diventare degli "assaltatori" completi: «Se indietreggio, uccidetemi, se muoio, vendicatemi, se avanzo, seguitemi».
Per la loro poca lealtà al governo e per l'appoggio al nazionalsocialismo, durante la guerra molti membri dell'OB furono internati, posti in campi di detenzione o incarcerati, incluso il futuro Primo Ministro, Balthazar Johannes Vorster che era generale delle Stormjaers, che fu internato a Koffiefontein per tutta la durata del conflitto mentre un altro futuro primo ministro, Pieter Willem Botha fece in tempo a prenderne le distanze ed evitò l'internamento.
Ma proprio per questa sua ideologia la OB stava causando più danni che favori allo HNP di Malan che dovette sconfessarla in pubblico nel 1941. L'anno seguente Malan proibì ai funzionari dello HNP di esserne membri e nel 1944 vietò agli appartenenti dell'organizzazione di iscriversi al suo partito.
Con la sconfitta della Germania nel 1945 la OB soccombette ma molti dei suoi membri divennero personalità di spicco del futuro governo dell'apartheid.

## Il maggior movimento di massa nazionalistico afrikaner
Secondo Christoph Marx, nell'articolo "The Ossewabrandwag as a Mass Movement" pubblicato nel 1994, furono tre i motivi del successo in termini di adesioni e di raduni che ebbe il movimento:
1. Gli afrikaner stavano, in quel periodo, completando il loro secondo Grande Trek, cioè il divorzio dalla campagna e l'emigrazione in città e per questo motivo il movimento rappresentava l'appello al volkseenheid cioè all'unità nazionale.
2. Secondariamente i boeri erano uniti nel loro rifiuto di partecipare alla Seconda guerra mondiale contro la Germania.
3. Gli afrikaner avevano intenzione di ristabilire una repubblica, desiderio che la commemorazione del centenario del Grande Trek aveva scatenato.

Accanto alla simbologia, all'atteggiamento e alla ideologia nazionalsocialista, il movimento insisteva molto sul nazionalismo e sulle tradizioni afrikaner: durante i raduni si organizzavano braaivleis cioè barbecue, si promuovevano i jukskei, i giochi boeri, eventi culturali, canzoni popolari, ecc..
Un gruppo propriamente nazionalsocialista fu il movimento guidato da Oswald Pirow che fondò una corrente suo propria all'interno del National Party chiamata Neuwe Orde.

## Debolezza ed eredità
La OB fu senza dubbio un movimento imponente ma il suo nazionalismo afrikaner alienò da essa le simpatie di molti inglesi sudafricani, così come della comunità bianca in Rhodesia che era per lo più di origine inglese. Infatti Ian Smith, premier della Rhodesia indipendente nel periodo 1965-1980 citò appunto il nazionalismo afrikaner come una delle ragioni del suo rifiuto di una eventuale annessione al Sudafrica.
Al suo apice la OB fu un movimento molto più ampio dell'Afrikaner Weerstandsbeweging (AWB), movimento avente più o meno la stessa ideologia e simbologia e terminologia e incentrato sulla supremazia bianca, fondato negli anni settanta. Infatti la OB raccolse un seguito largamente maggiore sia in termini di numeri assoluti sia in proporzione fra la popolazione afrikaner.

## Fonte
- Bunting, Brian. The Rise Of The South African Reich. Penguin, 1967. Chapter 6.